# Paromomicina
La paromomicina, conosciuta anche come monomicina, amminosidina, è un antimicrobico usato per trattare una serie di infezioni parassitarie tra cui amebiasi, giardiasi, leishmaniosi e infezione da tenia. È un trattamento di prima linea per l'amebiasi o la giardiasi durante la gravidanza. Altrimenti è generalmente un'opzione di trattamento di seconda linea. È usato per via orale, applicato sulla pelle o mediante iniezione in un muscolo.
Effetti indesiderati comuni se assunti per via orale includono perdita di appetito, vomito, dolore addominale e diarrea. Quando applicati agli effetti collaterali della pelle comprendono prurito, arrossamento e vesciche. Se somministrato per iniezione, possono verificarsi febbre, problemi al fegato o perdita dell'udito. L'uso durante l'allattamento sembra essere sicuro. La paromomicina appartiene alla famiglia di farmaci aminoglicosidici e causa la morte dei microbi interrompendo la creazione di proteine batteriche.
La paromomicina fu scoperta negli anni '50 da un tipo di Streptomyces krestomuceticus ed entrò in uso medico nel 1960. È incluso nell'elenco dei medicinali essenziali dell'Organizzazione mondiale della sanità, i medicinali più sicuri ed efficaci necessari in un sistema sanitario. La paromomicina è disponibile come farmaco generico. In India la forma iniettabile è di circa 4,19 a 8,38 sterline per un ciclo di trattamento a partire dal 2007. Negli Stati Uniti un trattamento standard è superiore a 200 $ a partire dal 2015.

## Farmacodinamica
La paromomicina è un antibiotico amminoglicoside ad ampio spettro collegato alla neomicina. Inizialmente usata come antibatterico e antiprotozoario intestinale, si è rivelato un antielmintico attivo sui cestodi adulti ma non sulle larve.
La paromomicina, come gli altri amminoglicosidi inibisce la sintesi proteica legandosi irreversibilmente alle subunità ribosomiali 30S; non è ancora noto il meccanismo di lisi dei cestodi intestinali.

## Farmacocinetica
Somministrata per via orale viene assorbita in modo trascurabile. Può essere utilizzata a livello dermico.

## Tossicità ed effetti collaterali
In pazienti privi di lesioni gastrointestinali non si sono riscontrati gli effetti collaterali tipici degli amminoglucosidi come nefrotossicità o ototossicità. Possono verificarsi disturbi gastrointestinali quali diarrea, nausea e raramente vomito che va evitato con antiemetici in caso di parassitosi da taenia solium per evitare che le proglottidi creino rischio di cisticercosi. Essendo strutturalmente simile ad un amminoacil-tRNA, in caso di intossicazione, sostituendosi appunto ad un amminoacil-tRNA e bloccando la sintesi proteica, può provocare steatosi epatica, non potendo più il fegato produrre le apoproteine necessarie al trasporto lipidico a mezzo delle VLDL, accumulando così trigliceridi.

## Usi
Utilizzata nelle parassitosi intestinali, è somministrata per via orale.
Sono suscettibili alla paromomicina G. lamblia, T. solium, T. saginata, D. latum, hymenolepis nana. La paromomicina è tenicida di scelta alternativa, spesso somministrato alle donne incinte siccome non oltrepassa la barriera intestinale. È usato, in alternativa alla neomicina, nell'encefalopatia epatica per diminuire la flora batterica intestinale capace di produrre ammoniaca.
Per via topica, in crema al 15%, è utilizzata per il trattamento della leishmaniosi cutanea.